# PfSense
pfSense es una distribución personalizada de FreeBSD adaptado para su uso como firewall y enrutador. Se caracteriza por ser de código abierto, puede ser instalado en una gran variedad de ordenadores, y además cuenta con una interfaz web sencilla para su configuración. El proyecto es sostenido comercialmente por Electric Sheep Fencing LLC.

## Historia
El proyecto pfSense se inició en septiembre de 2004 por Chris Buechler y Ullrich Scott como un fork de m0n0wall, enfocado a las instalaciones en PC y Servidores (al contrario de m0n0wall que se orientaba a ambientes inmersos y ordenadores de bajos recursos). Se calcula que para diciembre de 2010, pfSense contaba con más de un millón de descargas.  De acuerdo a su página oficial, se ha instalado exitosamente en distintos ambientes, que van desde redes domésticas hasta grandes corporaciones, universidades y otros tipos de organizaciones.

## Instalación y Uso
PfSense puede instalarse en cualquier ordenador o servidor que cuente con un mínimo de 500mhz (CPU), 256mb (ram), 1gb de almacenamiento y dos tarjetas de red. El proceso de instalación es similar a FreeBSD. Una vez copiados los archivos del sistema al disco duro, se procede a configurar las direcciones IP de las tarjetas de red. Una vez concluido lo anterior, se puede acceder al sistema desde un explorador web.
El portal de administración está basado en PHP y teóricamente todas las configuraciones y administración se pueden realizar desde allí, por lo tanto no es indispensable contar con conocimientos avanzados sobre la línea de comandos UNIX para su manejo.

## Características

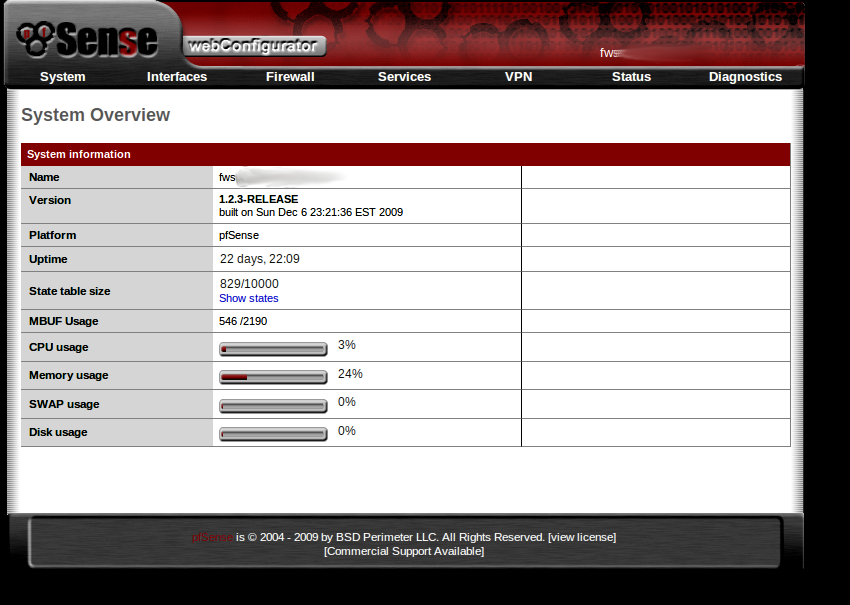
Pantalla principal de PfSense (versión 1.2.3)

La siguiente lista muestra algunas funcionalidades que se incluyen predefinidamente en el sistema.
- Firewall
- State Table
- Network Address Translation (NAT)
- Alta disponibilidad
- Multi-WAN
- Balance de carga
- VPN que puede ser desarrollado en IPsec, OpenVPN y en PPTP
- Servidor PPPoE
- Servidor DNS
- Portal Cautivo
- Servidor DHCP

pfSense (enlace roto disponible en Internet Archive; véase el historial, la primera versión y la última). cuenta con un gestor de paquetes para ampliar sus funcionalidades, al elegir el paquete deseado el sistema automáticamente lo descarga e instala. Existen alrededor de setenta módulos disponibles, entre los que se encuentran el proxy Squid, IMSpector, Snort, ClamAV, entre otros.

## Soporte y Desarrollo
Al poseer software de código abierto, la comunidad de desarrolladores y usuarios puede dar soporte y asistencia. Electric Sheep Fencing ofrece soporte y capacitación a cambio de un costo 
. Cualquier persona es libre de modificar el sistema a sus necesidades, e incluso vender sus derivaciones de pfSense (bajo ciertas condiciones).